# 부세나즈 쉬르메넬리
부세나즈 쉬르메넬리(튀르키예어: Busenaz Sürmeneli, 1998년 5월 26일~)는 튀르키예의 권투 선수로 2020년 하계 올림픽에서 여자 웰터급 금메달을 획득했다. 또한 세계 선수권 대회에서 2회 우승, 유러피언 게임에서 금메달 1개를 획득했다.

## 같이 보기
- 부세 나즈 차크롤루